# Museo multimediale della Casa Rossa Ximenes
Il museo multimediale della Casa Rossa Ximenes è un museo che costituisce il centro visite della riserva naturale Diaccia Botrona, nel comune di Castiglione della Pescaia (GR).

## Storia
La fabbrica delle cataratte, poi conosciuta comunemente come Casa Rossa, è un caratteristico edificio progettato e costruito dall'ingegnere e matematico Leonardo Ximenes nel 1765, durante i lavori di bonifica della Maremma grossetana, su incarico del granduca di Toscana Pietro Leopoldo di Lorena. Il complesso aveva il compito di controllare il flusso delle acque tra la vasta area palustre del lago di Castiglione – l'antico lago Prile – e il mar Tirreno, poiché si pensava che la malaria fosse dovuta ai miasmi esalati dal malsano mescolamento dell'acqua della palude con quella del mare.
Conservatasi in buono stato anche dopo la perdita delle sue funzioni originarie, la Casa Rossa Ximenes è stata restaurata grazie all'interesse della Provincia di Grosseto e adibita a centro d'accoglienza della riserva naturale Diaccia Botrona. Nel 2009 viene qui allestito il museo multimediale dalla ditta Mizar del fisico Paco Lanciano. Dal 2010 le visite e le attività didattiche sono gestite per conto della Provincia di Grosseto dalla società Maremmagica. Il 24 maggio 2013,  in occasione della giornata europea dei parchi e delle aree protette, è stato allestito un grande pannello elettronico studiato per raccontare la biodiversità ai non vedenti e agli ipovedenti.
Il museo è inserito nella rete museale provinciale Musei di Maremma.

## Sale espositive
Sono ancora presenti e conservati gli ambienti interni e quelli esterni della Casa Rossa, strutture tecnologiche – chiuse, paratie e ingranaggi vari – che seppure non più utilizzate sono ancora funzionanti. Sotto il corpo principale del fabbricato vi è il sistema di cateratte ideato da Leonardo Ximenes per permettere di controllare il flusso delle acque. Sui due piani dell'edificio il museo multimediale permette al visitatore di conoscere la flora e la fauna della riserva naturale grazie a pannelli esplicativi, oltre che informarlo sulla storia e la formazione del padule, e sulle varie attività che qui venivano praticate: pesca, caccia e raccolta di piante spontanee. Interessanti alcuni oggetti tradizionali qui esposti, come ad esempio le reti dei pescatori: vi sono le nasse, caratterizzate da un'apertura a imbuto che permetteva la cattura dei pesci senza consentire loro di uscire; vi è il bertovello, rete destinata alla pesca delle anguille; vi è il tramaglio, un tipo di rete da posta fissa. Tra gli oggetti per la caccia si segnalano la botte, trappola da postazione fissa, e le anatre di legno che venivano utilizzate come richiami. Nel museo sono stati ricreati anche un capanno virtuale, luogo di osservazione dove è possibile riconoscere gli uccelli che popolano il padule, e vari modelli plastici che riproducono le varie specie di animali e illustrano l'assetto idrogeologico della riserva naturale Diaccia Botrona. Infine, si segnala la presenza di un pannello elettronico per i non vedenti e ipovedenti, che riproduce in rilievo piante e animali della Diaccia Botrona consentendone una prima conoscenza: inoltre, facendo pressione con la penna elettronica accanto alle singole componenti del pannello, parte una registrazione con tutte le informazioni sull'animale o la pianta esaminata; per gli animali viene riprodotto anche il caratteristico canto o richiamo che emettono.
Dal museo è possibile prenotare visite guidate alla riserva naturale Diaccia Botrona, con escursioni a piedi, in bicicletta e in barca, ed effettuare attività di birdwatching. Spesso la struttura è utilizzata per ospitare eventi ed iniziative culturali, tra cui workshop di fotografia naturalistica, esposizioni artistiche e artigianali, rassegne musicali e teatrali.